# جائزة بريطانيا الكبرى 2016
جائزة بريطانيا الكبرى 2016 هو سباق فورمولا 1 أقيم بتاريخ 10 يوليو 2016 في حلبة سلفرستون، سيلفرستون، المملكة المتحدة. كان العاشر من أصل 21 في بطولة العالم لسباقات الفورمولا واحد موسم 2016. حلّ البريطاني لويس هاملتون أولا.